# XXIV dynastia
XXIV dynastia – dynastia władców starożytnego Egiptu, rezydujących w Sais i Memfis. Dynastia panowała w latach 740–714 p.n.e.
| Trzeci Okres Przejściowy – XXIV dynastia |                       |            |           |      |                  |                 |
| Władca                                   | Lata panowania p.n.e. | Nomen      | Prenomen  | Żony | Miejsce pochówku | Tereny podległe |
| Tefnacht                                 | 740–719               | Tefnacht   | Szepsesre |      | Sais             | Sais, Memfis    |
| Bakenrenef                               | 719–714               | Bakenrenef | Wahkare   |      | Sais             | Sais, Memfis    |